# 史特拉斯堡號戰列艦
史特拉斯堡號戰列艦（法語：Strasbourg）是法國敦克爾克級戰列艦的二號艦，其姊妹艦為敦克爾克號，本艦於1934年11月25日在聖納澤爾彭霍特造船廠放置龍骨，1936年12月12日時下水，至1938年9月15日正式在法國海軍服役。其艦名取自於法國城市史特拉斯堡，主砲採用8門330毫米/50倍徑1931年型主砲，並配置在2座四聯裝砲塔內，最高航速可達29.5節（54.6每小時；33.9英里每小時）。
第二次世界大戰期間，史特拉斯堡號與敦克爾克號共組法國海軍第一線總隊，戰爭初期時執行搜尋德國商船襲擊艦隊，以及商船護航任務。當法國投降後，英國皇家海軍發動凱比爾港海戰，史特拉斯堡號在戰鬥中成功從英國艦隊的包圍下逃脫，並在數艦護衛下迅速回到土倫。凱比爾港海戰後，維希法國在戰列艦上僅剩史特拉斯堡號狀況良好，因而本艦開始擔任維希法國在地中海艦隊的旗艦。當德軍策畫在1942年11月搶奪法國艦艇時，史特拉斯堡號隨駐錨在土倫港的法國艦艇一同鑿沉，其殘骸隨後被軸心國人員接管並拆解。戰後，史特拉斯堡號因不堪修復，其殘骸於1955年5月27日賣給拆船商報廢。

## 設計

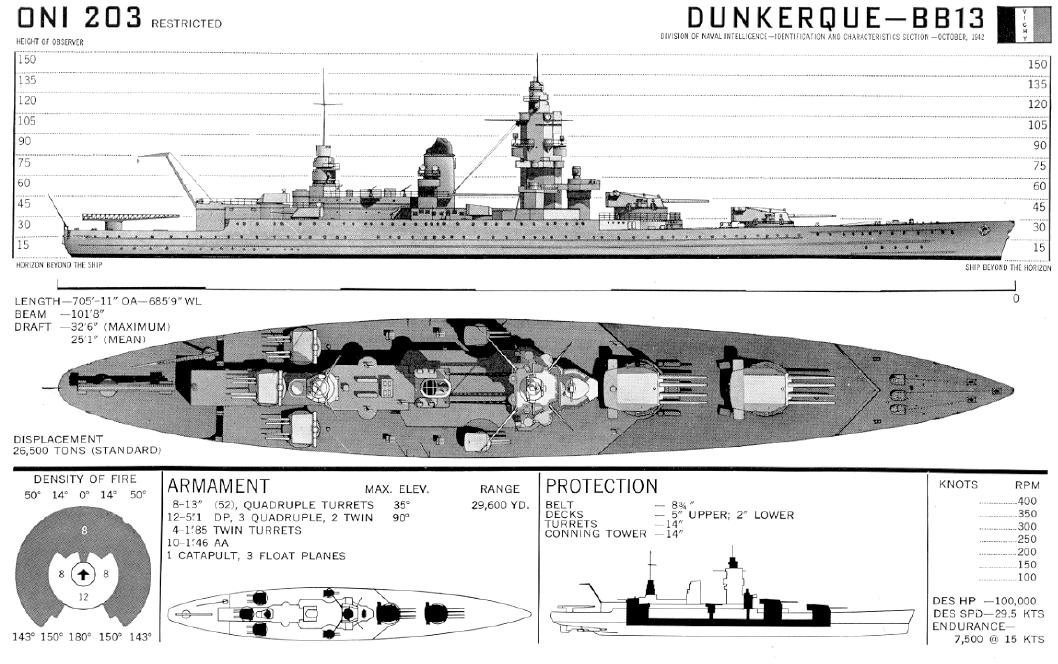
美國海軍情報局於1942年10月印製的敦克爾克級的識別圖。

法國海軍在一次世界大戰後，便一直遲遲未建造新戰艦，原先的諾曼第級戰列艦因法國經濟無法承擔而停止建造，又因為在1920年代簽屬華盛頓海軍條約，迫使法國在建造新戰艦中受到諸多限制。當義大利第一艘重巡洋艦特倫托號於1925年開始建造後，法國設計人員開始提出多項新的造艦計畫，當中包括4艘17,500長噸（17,800公噸）級艦艇，2艘37,000長噸（38,000公噸）級的艦艇，或是23,690長噸（24,070公噸）級的艦艇等。
此時，德國海軍在1929年開始建造德國級裝甲艦；為了能制衡該級艦，法國工程師提出23,333長噸（23,707公噸）級建造方案，包括305（12.0英寸）口徑主砲，裝甲可抵抗德國巡洋艦的280（11英寸）口徑火炮的攻擊，最高航速30節（56每小時；35英里每小時），主砲塔全配置於前甲板等設計概念。之後，這項計畫再度改良，排水量提升至26,500長噸（26,900公噸），主砲改為330毫米/50倍徑1931年型主砲，裝甲防護也有所提升，但最高航速則略微下滑。這項計畫在1932年初由法國議會正式通過，首艦敦克爾克號於10月26日正式下單。
然而當敦克爾克號開始建造後，德國人感受到威脅，於1935年開始建造2艘沙恩霍斯特級戰列艦，此艦配置9門28公分口徑C/34型艦炮，在火力與裝甲防護上皆優於德國級。義大利人也為了對抗敦克爾克號，開始在1934年起建造维托里奥·维内托级战列舰，此艦的排水量達35,000長噸（36,000公噸）。為了因應德國與義大利的新戰艦，法國除了加速研發黎塞留级战列舰外，也開始改進原敦克爾克級的垂直裝甲設計，於1934年7月16日下單，並在同年11月開始建造二號艦史特拉斯堡號。

### 整體特徵

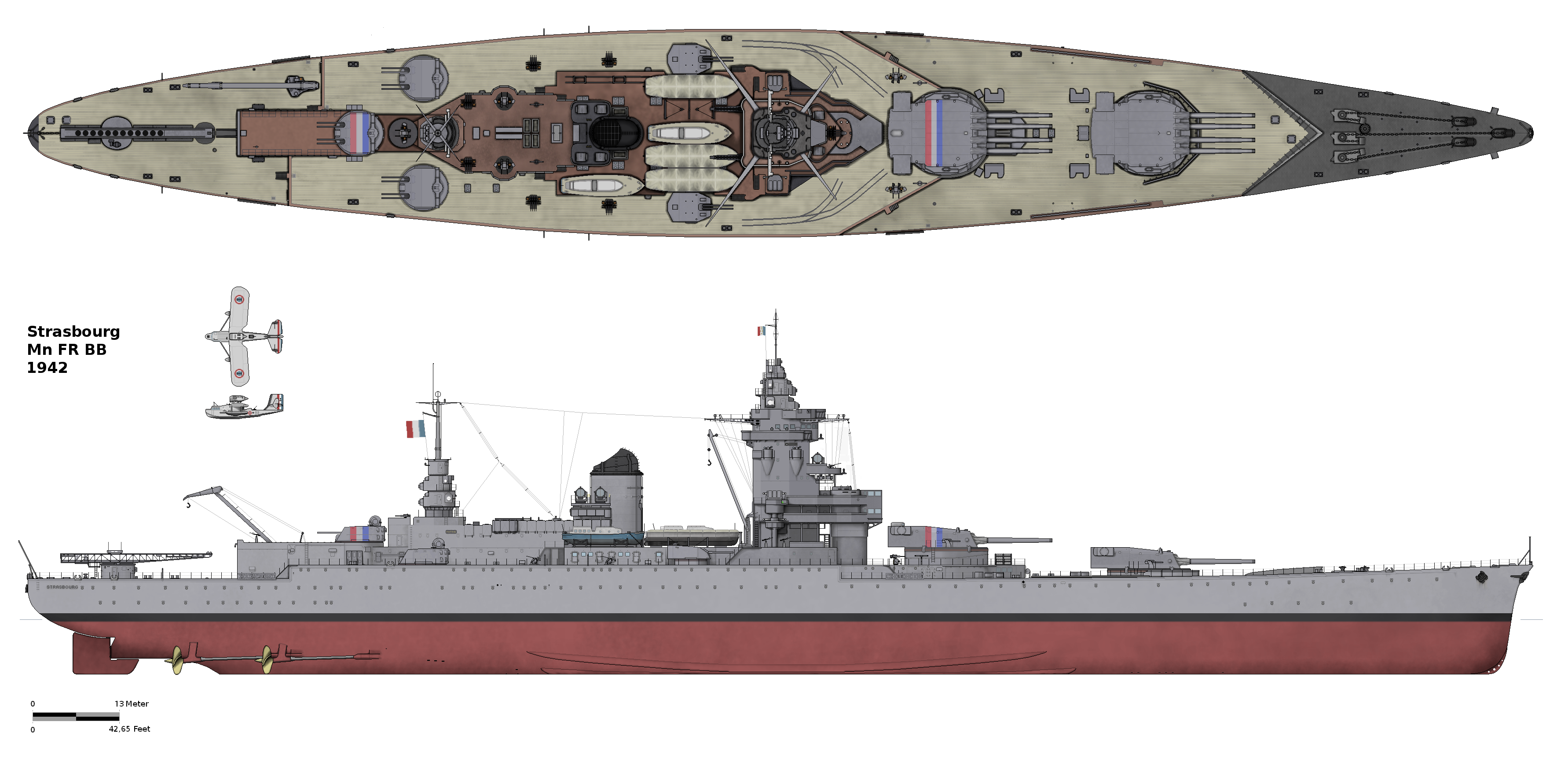
1942年時的史特拉斯堡號彩繪描圖。

史特拉斯堡號艦體全長214.5（703英尺9英寸），船寬31.08（102英尺0英寸），但在垂直裝甲上與敦克爾克號相比有所改進，包括裝甲帶艦舯區域從原本的225（8.9英寸）增加至283（11.1英寸），前艙壁裝甲厚度從210（8.3英寸）增加至228（9.0英寸），後艙壁裝甲厚度從180（7.1英寸）增加至210（8.3英寸），主砲塔正面裝甲厚度從330（13英寸）增加至360（14英寸）等。這樣的改善同時使史特拉斯堡號增加了749公噸（737長噸；826短噸），因而在標準排水量增加至27,300長噸（27,700公噸），滿載排水量36,380長噸（36,960公噸）。
動力系統上史特拉斯堡號與敦克爾克號相同，由4組帕森齒輪傳動汽輪機與6組英德萊特蒸氣鍋爐組成，可提供112,500匹軸馬力（83,900千瓦特），最高航速達29.5節（54.6每小時；33.9英里每小時），預計可搭載1,381名船員。艦上的艦載機設施與敦克爾克號相同，包括艦尾的蒸氣彈射器與起重機進行起降，可搭載4架羅爾130式水上飛機。
主要武器上，史特拉斯堡號使用8門330毫米/50倍徑1931年型主砲，其配置在2座四聯裝砲塔內，2座主砲塔以超射方式配置在前甲板上。次要武器上則使用16門130（5.1英寸）/45倍徑高平兩用炮配置在3座四聯裝與2座二聯裝砲塔內；3座四聯裝砲塔全配置在後甲板，2座二聯裝砲塔則配置在船舯兩側。近距離防空部分，艦上搭載8門37（1.5英寸）口徑防空炮配置在二聯裝砲塔內，另有32挺13.2（0.52英寸）口徑防空機槍配置在四聯裝砲塔內。
在裝甲防護方面，史特拉斯堡號除了垂直裝甲與砲塔裝甲有所改進外，其餘部分與敦克爾克號相同，當中包括主裝甲甲板與司令塔，這兩部分的裝甲厚度分別為115（4.5英寸）與270（11英寸）。

## 服役歷程

### 法國第三共和時期

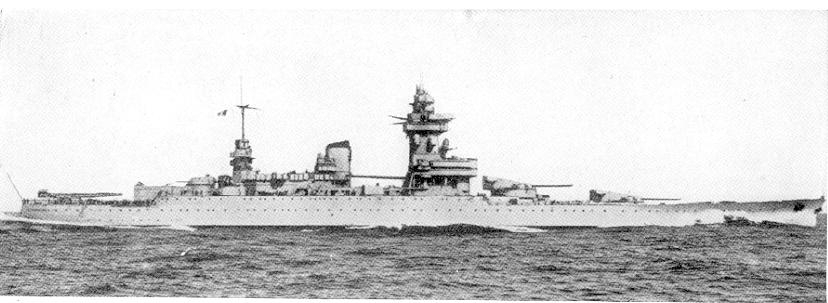
史特拉斯堡號高速航行之攝像。

為了反制義大利的維托里奧·維內托級戰列艦，法國海軍在1934年向造船廠下單敦克爾克級二號艦－史特拉斯堡號。隨後，本艦在聖納澤爾彭霍特造船廠放置龍骨，並在1936年12月下水。1938年3月15日，為了配備艦上裝備，史特拉斯堡號從聖納澤爾轉移至布雷斯特，並同時執行交船試航，並在1938年9月15日正式服役於法國海軍。
1939年3月，史特拉斯堡號與敦克爾克號一同組成第一線總隊（1st Division of the Line），該總隊直屬襲擊部隊；另在此艦隊下還有敦克爾克號、3艘輕巡洋艦，以及8艘大型驅逐艦，由海軍中將馬塞爾-布魯諾·讓蘇爾指揮。兩艦隨後分配到總隊條紋迷彩，並分別塗佈在各艦煙囪上。
此時，配置在艦隊下的艦艇有2艘敦克爾克級戰列艦、3艘輕巡洋艦，以及8艘大型驅逐艦。這支艦隊在1939年5月3日至4日期間抵達葡萄牙首都里斯本進行官式訪問，以及參與當地的佩德羅·阿爾瓦雷斯·卡布拉爾發現巴西日慶祝活動。離開葡萄牙後，史特拉斯堡號於5月隨艦隊向英國各大港口進行訪問，包括利物浦、奧本、斯塔法島、母羊灣、斯卡帕灣、羅塞斯，至6月才返回布雷斯特。不過在返回布雷斯特4天後，本艦又被調至勒阿弗爾。

#### 二戰初期
在二次大戰初期，聯軍收到德國級出沒在大西洋的消息，決定派遣襲擊部隊與英國皇家海軍一同前去阻擊，但在經過4天的巡航後，艦隊無功而返。在1939年10月至11月期間，法國海軍集結史特拉斯堡號、阿爾及利亞號、杜布雷號，以及英航艦競技神號共組X艦隊，由海軍中將迪普拉（Duplat）指揮。該艦隊駐紮在達喀爾，主要任務為尋找德艦施佩伯爵海軍上將號，但最後徒勞無功。當史特拉斯堡號返回布雷斯特時，主砲使用的火藥粉末庫存有800份卸置在達喀爾，這些庫存最後在達喀爾戰役期間，用於火藥不足的黎胥留號380公釐主砲上。
由於義大利在1940年春季後對聯軍越來越敵對，襲擊部隊奉命在1940年4月2日前往地中海因應情勢，然而僅過幾天就傳來德軍開始侵略挪威，迫使該艦隊於1940年4月9日時被調回布雷斯特，準備支援挪威。然而，盟軍最後沒有派遣襲擊部隊前往支援挪威，而該艦隊則依原目的地前往地中海海域，最後於1940年4月24日抵達法國在北非的海軍基地凱比爾港。

### 凱比爾港海戰

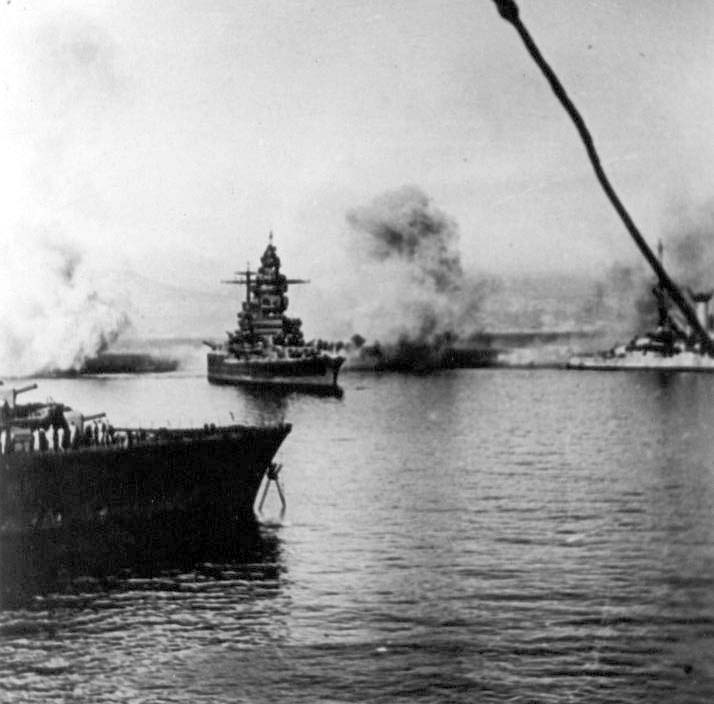
在1940年7月3日凱比爾港海戰爆發時，史特拉斯堡號（圖中）試圖從港內的停泊處駛離，其右側的為已被重創的布列塔尼號。

英軍襲擊凱比爾港示意圖

才抵達凱比爾港沒多久，法國陸軍在本土就傳來噩耗，並在1940年6月22日與納粹德國簽署停戰協定，而位在凱比爾港的海軍艦艇也只得被迫停戰。然而法國單方面的停戰讓英國政府擔心法國的船艦會被軸心國徵收，遂決定派遣H艦隊到凱比爾港勸降港內的法國海軍。H艦隊包含胡德號、復仇號、勇士號等戰列艦，並於7月3日抵達凱比爾港。當英國艦隊指揮官詹姆士·薩默維爾向法國海軍下最後通牒而法國海軍拒絕後，英國艦艇開始法軍攻擊。
這場戰役是史特拉斯堡號在二戰中唯一與敵人真正交戰的海戰，但敵人卻是前盟友英國皇家海軍。法國船員們不敢相信前盟友會真的會開火，因而所有艦艇皆停靠在停泊處，船頭朝向的方位是港內一側，在戰火開始時面對在港外的英國海軍皆措手不及。港內的布列塔尼號迅速被英國皇家海軍擊沉，姊妹艦敦克爾克號則被4發15英寸（380）砲彈重創而擱淺在停泊處的另一邊岸上。史特拉斯堡號的艦長路易斯·埃德蒙·科林特（Louis Edmond Collinet）謹慎地指揮艦艇閃躲砲火，幸運地躲過15英寸（380）砲彈攻擊，其中有幾次甚至差點被擊中。在18：00左右，英國皇家海軍向史特拉斯堡號艦尾齊射一次15英寸（380）砲彈，但在齊射前1分鐘時，可怖號在內的5艘法軍驅逐艦前來護送史特拉斯堡號。此時這6艘艦以史特拉斯堡號為首，開始轉向東北方逃離戰場。逃離後的史特拉斯堡號開始從15節（28每小時；17英里每小時）航速加速前進，但由於艦上的煙囪在碼頭時被一塊飛石堵塞，導致進氣口受損而航速略為下降，最終僅能加速至28節（52每小時；32英里每小時）。
當英國人得知史特拉斯堡號安全逃離港內後為之震驚，薩默維爾迅速調遣胡德號與皇家方舟號上的劍魚式魚雷轟炸機進行追擊，然而史特拉斯堡號已遠離英國艦隊，英國人最後不得不在21：30時停止追擊。儘管史特拉斯堡號僅受輕微傷害，在鍋爐房內仍有2名船員被發現因熱氣與毒煙而無意識地倒下，另有3名士官與2名船員陣亡。史特拉斯堡號在安穩逃離英軍的追擊後，沿著薩丁尼亞島西部海岸返回土倫。

### 土倫自沉

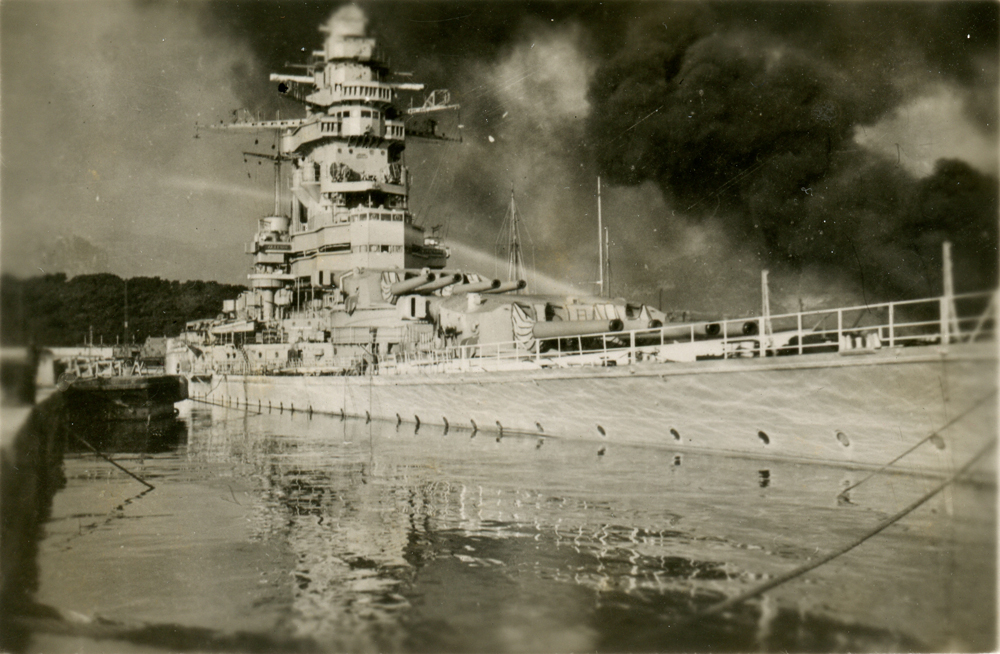
史特拉斯堡號鑿沉時的攝像。

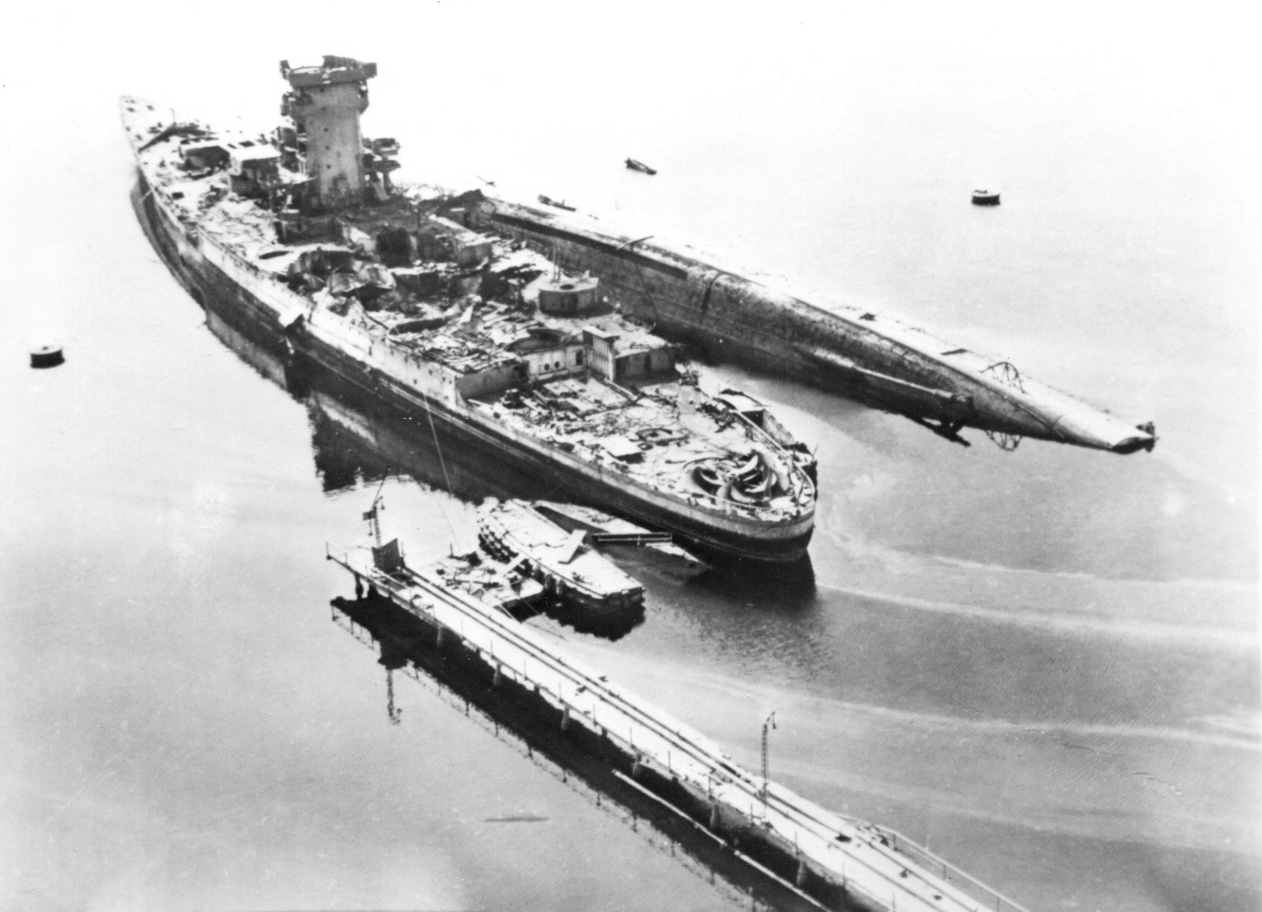
史特拉斯堡號的殘骸在1944年8月18日被美軍空軍轟炸後之攝像，其右側翻覆的可能是拉加利索尼埃號輕巡洋艦。

凱比爾港海戰後，布列塔尼號遭擊沉，敦克爾克號與普羅旺斯號皆在海戰中重創，4艘戰列艦中僅史特拉斯堡號受損輕微，加上英國分別扣押洛林號、孤拔號、巴黎號，維希法國在地中海域僅剩史特拉斯堡號這艘戰列艦，另有4艘重巡洋艦與3艘輕巡洋艦在維希法國的控制下。由於面對大西洋的港口皆被德軍佔領，因而維希軍方決定重組艦隊，新艦隊旗艦由史特拉斯堡號擔當，由海軍上將讓·德·拉波爾德擔任艦隊總司令，史特拉斯堡號的艦上也安裝艦隊旗艦所需的裝備；原艦隊司令讓蘇爾則在海戰後被升為五星階級。
儘管史特拉斯堡號成為維希法國在地中海艦隊的旗艦，但因燃料供應不足而幾乎未出海過，僅在1940年11月時，為了保護從凱比爾港回來的普羅旺斯號與5艘勇敢級驅逐艦，本艦帶領2艘重型巡洋艦，2艘輕型巡洋艦，一部分的驅逐艦，以及空中勢力前去護衛。2艦隊之後在巴利亞利群島群島會合，並於11月8日安全抵達土倫。
1941年時，史特拉斯堡號艦上安裝3挺以上13.2（0.52英寸）口徑單管白朗寧防空機槍，並於1942年裝設法國最早國產的海空警報雷達－電磁探測器（Détecteur Electro-Magnétique，D.E.M.）。4組小型測距天線被安置於前船樓主桅下桁，其中2組為傳輸端，另外2組為接收端，其設置陣列與黎胥留號在1941年於達喀爾安裝方式不同。
當同盟國於1942年11月成功登陸北非後，德意志國防軍迅速以占領自由區作為報復，並開始策畫搶奪停靠在土倫的維希法國艦隊。在希特勒的授意下，德军于11月27日实施旨在夺取法国舰队的“莱拉行动（Operation Lila）”。凌晨4时，德国第7裝甲師开进土伦，占领港区、兵工厂和炮台，并派鱼雷艇阻止法舰外逃。措手不及的拉波尔德见第7装甲师的坦克已抵達海軍基地大門，立刻于5时30分在旗舰斯特拉斯堡号上通过信号灯向全舰队下达命令：“自沉！自沉！自沉！”。斯特拉斯堡号上水兵迅速开始破坏行动：打开船底通海阀、在主副炮膛内放置炸药、砸毁测距仪等精密仪器、蒸汽轮机的减速齿轮也被焊枪烧毁。5时50分，德国坦克冲进了斯特拉斯堡号停泊的港口，见其悬挂着三色海军旗和拉波尔德的上将旗，以为该舰正准备启航，急忙开火制止。一发炮弹击中舰尾的130毫米副炮，当场打死一名军官，重伤数名正在放置炸药的水兵。斯特拉斯堡号随即转动炮塔准备还击，德军见状立刻停火并要求谈判。一名德军少校要求拉波尔德完整交出军舰，后者平静地回答：“本舰已经沉没。”6时20分，拉波尔德下令引爆炸药，全舰喷发出火山爆发般的烈焰和浓烟，在德军惊诧的注视下缓缓坐沉在两米深的淤泥中。拉波尔德本人在贝当元帅的电报催促下最终撤出了斯特拉斯堡号——他虽避免土伦舰队落入德国手中，却同样顽固地阻挠将军舰交给同盟国的可能，最终未能保住这支舰队。战后，拉波尔德因叛国被法国最高法院判处死刑（后改为15年监禁，1951年特赦）。
義大利人後來於1943年7月17日將史特拉斯堡號艦體重新浮起，发现其损毁过于严重，决定就地拆解。解体工作在義大利於1943年9月8日與盟國停戰后一度中止，本艦殘骸由德國人接管，拖至拉扎瑞特灣。1944年8月，美国陆军航空兵出动轟炸機对圣芒德里耶进行大规模空袭，投向斯特拉斯堡号的152枚1,000英磅（450）炸弹中有6枚直接命中，造成严重破坏。舰体在盟軍發起龍騎兵行動的3天後的1944年8月15日再次沉没在拉扎瑞特灣的浅水区。1944年10月1日，盟軍也嘗試將沉沒的艦體浮起，但同样因损毁严重而打消念头，轉而将其用作水下爆炸的試驗平台。1955年3月22日，不堪使用的斯特拉斯堡号从海军名单中除籍，重新命名為Q45，剩餘的殘骸於當年5月27日被出售。

## 註腳
1. ↑  Preston，第69–70頁.
2. ↑  Le Masson 1969，第13頁.
3. ↑  Dumas, Dunkerque，第13–15頁.
4. ↑  Jordan & Dumas 2009，第19–22頁.
5. 1 2  Jordan & Dumas 2009，第24–26頁.
6. 1 2 3  Dumas, Dunkerque，第16–17頁.
7. ↑  Jordan & Dumas 2009，第28–29頁.
8. ↑  Breyer 1973，第433頁.
9. ↑  Garzke & Dulin，第128頁.
10. ↑  Gröner，第31頁.
11. ↑  Giorgerini & Nani，第37–38頁.
12. ↑  Jordan & Dumas 2009，第98頁.
13. 1 2  Jordan & Dumas 2009，第44頁.
14. ↑  Dumas, Dunkerque 2001，第22頁.
15. 1 2 3  Gardiner & Chesneau 1980，第259頁.
16. ↑  Garzke & Dulin 1980，第73頁.
17. ↑  David 2015，第881頁.
18. ↑  Dumas, Dunkerque 2001，第24頁.
19. 1 2 3  Dumas, Dunkerque，第67–68頁.
20. 1 2 3  Whitley 1998，第50頁.
21. 1 2  Jordan & Dumas 2009，第66頁.
22. ↑  Jordan & Moulin 2013，第178頁.
23. ↑  Dumas, Richelieu，第50頁.
24. ↑  Dumas, Dunkerque，第68–69頁.
25. ↑  Rohwer 2005，第29–30頁.
26. ↑  Robertson & Dent，第25頁.
27. ↑  Dumas, Dunkerque，第69頁.
28. ↑  Jordan & Dumas 2009，第83頁.
29. 1 2  Dumas, Dunkerque，第73頁.
30. ↑  Jordan & Dumas 2009，第84頁.
31. ↑  Jordan & Dumas 2009，第89-90頁.
32. ↑  Jordan & Dumas 2009，第86頁.
33. ↑  Dumas, Dunkerque，第74頁.
34. ↑  Dumas, Richelieu，第37頁.
35. ↑  History of the Second World War，第1242頁.
36. ↑  Whitley 1998，第52頁.
37. 1 2 3 4  Jordan & Dumas 2009，第93頁.
38. ↑  Garzke & Dulin，第54頁.
39. ↑  Vader 1973.
40. ↑  Rouxel 2014.
41. ↑  Garzke & Dulin，第55頁.
42. ↑  Dumas, Dunkerque，第75頁.